# Euproctis syntropha
Euproctis syntropha är en fjärilsart som beskrevs av Collenette 1955. Euproctis syntropha ingår i släktet Euproctis och familjen tofsspinnare. Inga underarter finns listade i Catalogue of Life.